# Homaloptera tweediei
Homaloptera tweediei är en fiskart som beskrevs av Herre, 1940. Homaloptera tweediei ingår i släktet Homaloptera och familjen grönlingsfiskar. IUCN kategoriserar arten globalt som otillräckligt studerad. Inga underarter finns listade i Catalogue of Life.